# Raffaele Nannarone
Raffaele Nannarone (Foggia, 26 marzo 1829 – Foggia, 21 ottobre 1908) è stato un imprenditore e politico italiano.

## Biografia
Esponente dell'alta borghesia terriera fin da giovanissimo si interessa alla vita politica, muovendo i suoi primi passi nell'ultimo decennio del Regno delle Due Sicilie. Consigliere comunale e decurione (assessore) di Foggia e ufficiale della guardia nazionale borbonica, dopo l'annessione al Regno d'Italia assume anche la carica di sindaco, mantenuta dal 1873 al 1876. Ha presieduto il locale comizio agrario, la sede di Foggia della Banca Nazionale Italiana e la Camera di commercio.